# Manuel Roig Abad
Manuel Roig Abad (La Vall d'Uixó, 1976) és un escriptor i professor de música valencià.
En la seua faceta docent, Roig va obtindre la titulació de professor en l'especialitat de fagot pel Conservatori Superior de Música de València l'any 1999. Des del 2005 és professor de música a la vila d'Ibi.
Va iniciar la seua carrera literària l'any 2012 amb Despatxeu a la ninyera, una narrativa breu amb la qual va guanyar el XIII Premi Josep Pascual Tirado convocat per la Diputació de Castelló i publicat l'any següent.
El gruix de la seua obra està enquadrat en la poesia. El primer poemari que publica és Memòries d'un gat verd després de guanyar la 32ena edició dels Premis 25 d'abril Vila de Benissa, l'any 2012. En l'any 2014 obté el XIX Premi de Poesia Miquel Martí i Pol per Atac de temps, i el Premi de Poesia Ciutat de València per Terra sagrada. Ambdós volums es publicaren eixe mateix any. Dos anys després obté el Premi de Poesia Vila d'Almassora per Meduses, que veurà la llum a la primavera del 2017. L'any 2018 obtenia el 43è Premi Vila de Martorell de poesia en català amb La nostra casa oberta.
Eixe mateix 2018 entra en el gènere infantil il·lustrat amb Imaginar a Peter Pan, amb dibuixos de Miguel Calatayud.